# Verbascum terdschanense
Verbascum terdschanense är en flenörtsväxtart som beskrevs av Hub.-mor.. Verbascum terdschanense ingår i släktet kungsljus, och familjen flenörtsväxter. Inga underarter finns listade i Catalogue of Life.